# Josep Maria Bocabella

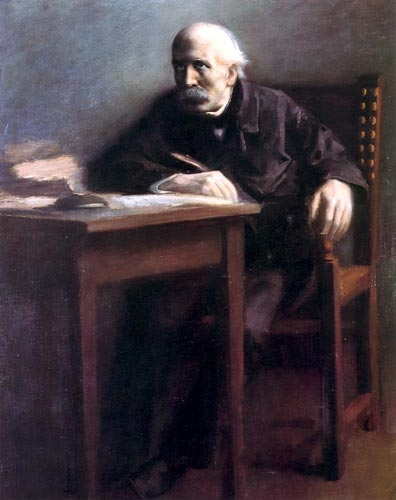
Josep Maria Bocabella, óleo de Aleix Clapés.

Josep Maria Bocabella i Verdaguer (Sant Cugat del Vallès, 5 de outubro de 1815 - Barcelona, 22 de abril de 1892) foi um livreiro e filantropo catalano.
Proprietário da antiga livraria religiosa da viúva Pla, em Barcelona, em 1861 fez uma viagem a Roma fruto da qual adquiriu grande devoção pela figura de São José, decidindo-se a fomentar os valores da família cristã. Para tal fundou a Associação de Devotos de São José (1866), que chegou a ter 600 000 associados, e a revista El propagador de la devoción a San José (1866), para a qual se inspirou na revista homónima (Propagateur da dévotion a Saint Joseph) publicada pelo salesiano Joseph Huguet em Sainte-Foy de Dijon, em França. A revista tinha tiragem inicial de 25 000 exemplares, e hoje ainda se edita com o nome de Temple. Também fundou oficinas para operários e aprendizes. 
Bocabella idealizou a construção de um templo católico dedicado à Sagrada Família de Jesus de Nazaré, o Templo Expiatório da Sagrada Família, para o qual adquiriu um terreno no Eixample barcelonês, no lugar conhecido como El Poblet, perto do Camp de l'Arpa, em Sant Martí de Provençals; o solar custou-lhe 172 000 pesetas. Encarregou o projecto em primeiro lugar a Francisco de Paula del Villar y Lozano, que concebeu um conjunto neogótico, contrariando a ideia de Bocabella de fazer uma réplica do Santuário de Loreto, mas em 1883 Villar renuncia por desavenças com Joan Martorell, arquitecto assessor de Bocabella. O projecto é oferecido ao próprio Martorell, mas este ao recusar oferece-o a Antoni Gaudí, que converteu a encomenda na obra da sua vida.
Josep Maria Bocabella está enterrado na capela do Santo Cristo da cripta do Templo Expiatório da Sagrada Família.